# Sometimes I Sit and Think, and Sometimes I Just Sit
Sometimes I Sit and Think, and Sometimes I Just Sit (en español: A veces me siento y pienso, y a veces solamente me siento), es el álbum debut de la cantante de indie rock australiana, Courtney Barnett, lanzado a nivel mundial el 23 de marzo de 2015.

## Antecedentes y grabación
Después de participar con varias bandas en Melbourne, Barnett utilizó el dinero que había tomado prestado de su abuela, para iniciar su propio sello discográfico, que llamó Milk Records y que con este sello, lanzó dos EPs:  I've Got a Friend Called Emily Ferris en 2012 y How to Carve a Carrot into a Rose en 2013. En 2013, relanzaría estos dos trabajos en solo material llamado The Double EP: A Sea of Split Peas for a release, en conjunto con el sello independiente Mom + Pop Music.
Barnett había pasado años escribiendo canciones para su álbum, pero solo les mostró a su banda una cantidad de doce temas, una semana antes de que se registraron con el fin de captar un sonido "fresco". La canción «Pedestrian at Best», fue escrita  "a último minuto", y la versión grabada fue la primera vez que Barnett había cantado las palabras en voz alta.
El álbum fue grabado en gran medida en solo ocho días en Melbourne, durante el mes de abril de 2014, pero el lanzamiento se retrasó debido a compromisos de gira. Barnett dio a conocer el álbum en el año 2015 en el festival South by Southwest y luego se embarcó en una gira mundial que comenzó en París.
Este trabajo fue bien recibido por la crítica. El músico y biógrafo del sitio web AllMusic, Stephen Thomas Erlewine, calificó al álbum como: vigorizante, diciendo que proporciona un "argumento convincente de que el rock & roll no necesita reinventarse para poder revivir en sí".

## Lista de canciones
Todas las canciones escritas y compuestas por Courtney Barnett. 
| N.º | Título                                                  | Escritor(es) | Duración |  |
| 1.  | «Elevator Operator»                                     |              | 03:14    |  |
| 2.  | «Pedestrian at Best»                                    |              | 03:50    |  |
| 3.  | «An Illustration of Loneliness (Sleepless in New York)» |              | 03:10    |  |
| 4.  | «Small Poppies»                                         |              | 06:59    |  |
| 5.  | «Depreston»                                             |              | 04:52    |  |
| 6.  | «Aqua Profunda!»                                        |              | 01:59    |  |
| 7.  | «Dead Fox»                                              |              | 03:33    |  |
| 8.  | «Nobody Really Cares If You Don't Go to the Party»      |              | 02:46    |  |
| 9.  | «Debbie Downer»                                         |              | 03:17    |  |
| 10. | «Kim's Caravan»                                         |              | 06:47    |  |
| 11. | «Boxing Day Blues»                                      |              | 03:02    |  |
| 12. | «Stair Androids & Valley Um...» (pista extra)           |              | 06:33    |  |

## Sencillos
- «Pedestrian at Best»
- «Dead fox»
- «Depreston»
- «Kim's Caravan»

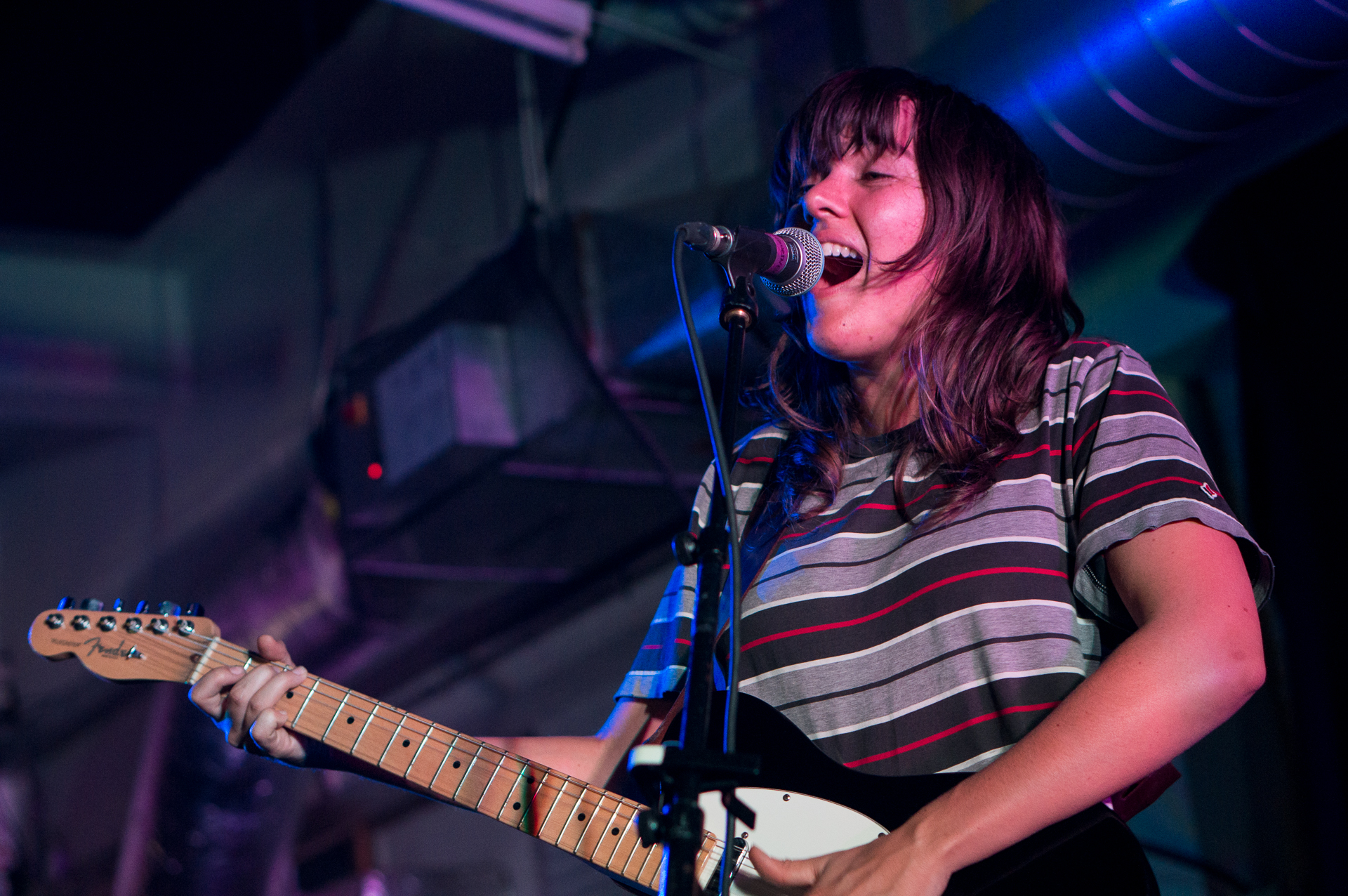
Courtney Barnett en 2015. Además de componer todas las canciones del material, también produjo y masterizó el disco.

- «Nobody Really Cares If You Don't Go To The Party»

## Personal
- Courtney Barnett - guitarra, voz y producción
- Dan Luscombe - guitarra y voces
- David Mudie - batería, percusión y voces
- Bones Sloane - bajo y voces
- Tajette O'Halloran - Fotografía
- Burke Reid - Ingeniero

## Lista de posiciones
| Chart (2015)                            | Posición |
| --------------------------------------- | -------- |
| Australia (ARIA)                        | 4        |
| Bélgica (Ultratop flamenca)             | 55       |
| Bélgica (Ultratop valona)               | 80       |
| Países Bajos (Album Top 100)            | 26       |
| Irlanda (IRMA)                          | 28       |
| Francia (SNEP)                          | 91       |
| Alemania (Offizielle Top 100)           | 73       |
| Nueva Zelanda (Recorded Music NZ)       | 19       |
| Suiza (Schweizer Hitparade)             | 66       |
| Reino Unido (UK Albums Chart)           | 16       |
| Estados Unidos (Billboard 200)          | 20       |
| Estados Unidos (Digital Albums)         | 11       |
| Estados Unidos (Folk Albums)            | 1        |
| Estados Unidos (Independent Albums)     | 1        |
| Estados Unidos (Top Alternative Albums) | 1        |
| Estados Unidos (Top Rock Albums)        | 1        |